# Liste des maires de Vernon (Eure)
Cet article dresse une liste par ordre de mandat des maires de Vernon.

## Liste des maires

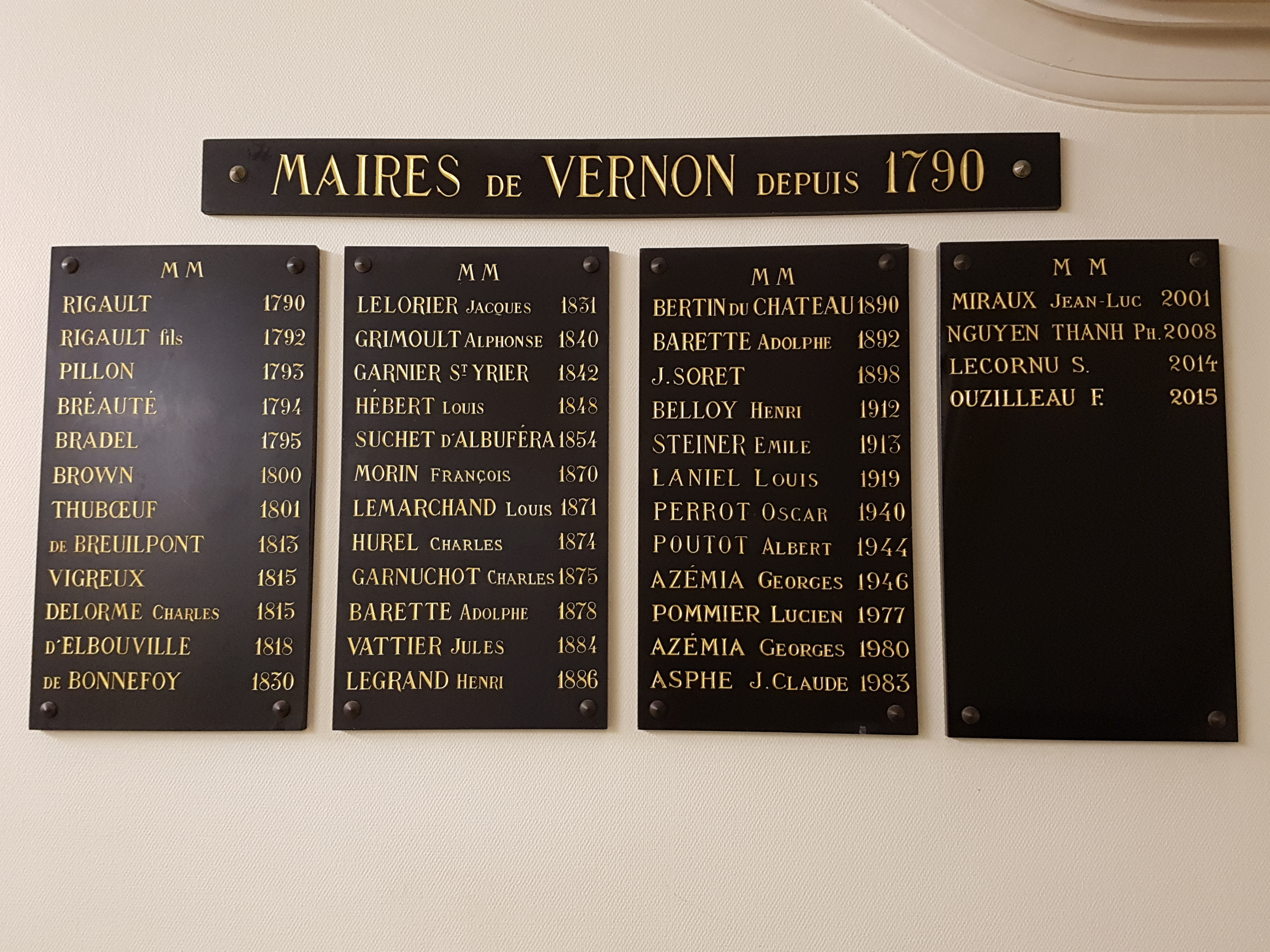
Plaque gravée dans le hall de l'hôtel de ville

### XVIIIesiècle
| Période          | Période          | Identité                             | Étiquette | Qualité |
| ---------------- | ---------------- | ------------------------------------ | --------- | --- |
| 4 août 1790      | 11 novembre 1792 | Pierre Eustache Rigault de Rochefort |           | lieutenant civil, criminel et de police au bailliage attaché aux services de la duchesse douairière Marie-Adélaïde de Bourbon † 1821 |
| 11 novembre 1792 |                  | Rigault de Rochefort fils            |           | |
| 1793             |                  | Pillon                               |           | |
| 1794             | 25 avril 1795    | Hubert Bréauté                       |           | démissionnaire |
| 1795             |                  | Bradel                               |           | |
| 1800             |                  | Brown                                |           | |

### XIXesiècle
| Période | Période      | Identité                                                                  | Étiquette  | Qualité |
| ------- | ------------ | ------------------------------------------------------------------------- | ---------- | --- |
| 1801    |              | Thubœuf                                                                   |            | |
| 1813    | 1815         | Alexandre Louis Gabriel Le Riche de la Pouplinière, marquis de Breuilpont |            | officier de la Légion d'honneur, fils d'Alexandre Jean Joseph Le Riche de La Popelinière, occupant du château Saint-Lazare. |
| 1815    | 1815         | M. Vigreux                                                                |            | |
| 1815    | 1818         | Charles Delorme                                                           |            | |
| 1818    | 1830         | Louis Le Flameng d'Elbouville de La Châtre                                |            | chef d'escadron chevalier de Saint-Louis chevalier de l'ordre du Phénix de Hohenlohe                                        |
| 1830    | 1831         | M. de Bonnefoy                                                            |            | |
| 1831    | 1840         | Jacques Louis François Lelorier                                           |            | |
| 1840    | 1842         | Alphonse Grimoult                                                         |            | |
| 1842    | février 1848 | Garnier Saint-Yrier                                                       | Orléaniste | propriétaire |
| 1848    | 1854         | Louis Hébert                                                              |            | |
| 1854    | 1870         | Napoléon Suchet                                                           |            | duc d'Albufera |
| 1870    | 1871         | François Morin                                                            |            | |
| 1871    | 1874         | Louis Edmond Lemarchand                                                   |            | |
| 1874    | 1875         | Charles Hurel                                                             |            | |
| 1875    | 1878         | Charles François Marie Garnuchot                                          |            | entrepreneur de travaux publics                                                                                             |
| 1878    | 1884         | Adolphe Barette                                                           |            | Conseiller général de Vernon (1890 → 1898)                                                                                  |
| 1884    | 1886         | Jules Prosper Vattier                                                     |            | Médecin en chef exerçant à l'hospice civil, chevalier de la Légion d'honneur,                                               |
| 1886    | 1890         | Henri Legrand                                                             |            | |
| 1890    | 1892         | Henri Bertin du Château                                                   |            | |
| 1892    | 1898         | Adolphe Barette                                                           |            | Conseiller général de Vernon (1890 → 1898)                                                                                  |

### XXesiècle
| Période       | Période         | Identité          | Étiquette    | Qualité |
| ------------- | --------------- | ----------------- | ------------ | --- |
| 1898          | 12 mai 1912     | Jules Soret       |              | Conseiller général de Vernon |
| 12 mai 1912   | 24 février 1913 | Henri Belloy      |              | Banquier |
| 1913          | décembre 1919   | Émile Steiner     |              | Industriel Conseiller général de Vernon (1913 → 1919) Membre de la Chambre de commerce d'Évreux Administrateur de la Banque de France d'Évreux |
| décembre 1919 | 1940            | Louis Laniel      |              | Avocat Conseiller général de Vernon |
| 1940          | 22 août 1944    | Oscar Perrot      |              | Démis de ses fonctions |
| 22 août 1944  | 1946            | Albert Poutot     |              | |
| 1946          | mars 1977       | Georges Azémia    | SFIO puis PS | |
| mars 1977     | octobre 1980    | Lucien Pommier    | PCF          | |
| octobre 1980  | mars 1983       | Georges Azémia    | PS           | |
| mars 1983     | mars 2001       | Jean-Claude Asphe | RPR          | |

### XXIesiècle
| Liste des maires de Vernon | Liste des maires de Vernon | Liste des maires de Vernon | Liste des maires de Vernon | Liste des maires de Vernon                     | Liste des maires de Vernon                                                                   |
| Année                      | Année                      | Maire                      | Parti                      | Autres mandats                                 | Notes                                                                                        |
| -------------------------- | -------------------------- | -------------------------- | -------------------------- | ---------------------------------------------- | -------------------------------------------------------------------------------------------- |
|                            | 2001-2008                  | Jean-Luc Miraux            | UMP                        | Sénateur (1998-2008)                           |                                                                                              |
|                            | 2008-2014                  | Philippe Nguyen Thanh      | PS                         |                                                |                                                                                              |
|                            | 2014 - 2015                | Sébastien Lecornu          | UMP puis LR                |                                                | Démissionne une fois élu Président du conseil départemental de l'Eure                        |
|                            | Depuis 2015                | François Ouzilleau         | LR puis Divers Droite      | Conseiller régional de Normandie (depuis 2015) | Elu par le conseil municipal à la suite de la démission de Sébastien Lecornu. Réélu en 2020. |